# Strada Vinzaglio
Strada Vinzaglio è una via del centro storico della città di Grosseto.

## Descrizione
La via ha inizio da strada Garibaldi, nel punto in cui si apre la piazza intitolata a Giovanni Domenico Mensini. Sulla destra si trova il fianco laterale del palazzo Stella d'Italia (1890), mentre poco più avanti, sulla sinistra, i due villini eclettici realizzati tra il 1927 e il 1930, il villino Brogi e il villino Magrassi.
La strada è interrotta dalla piazzetta Bruno Dominici, che divide strada Vinzaglio nel tratto meridionale e nel tratto settentrionale. Il percorso prosegue quindi con, alla sinistra, il fianco laterale del palazzo del vecchio tribunale, che ospita il Museo archeologico e d'arte della Maremma. Sull'altro lato, vi si affaccia il complesso conventuale delle Clarisse, che ospita il Museo collezione Gianfranco Luzzetti, e vi si apre il caratteristico chiasso delle Monache. La strada termina in piazza Baccarini, nel punto in cui questa confina con la piazza dell'Indipendenza, che si apre sulla destra.

### Edifici
| Immagine | N°    | Nome                     | Descrizione |
| -------- | ----- | ------------------------ | --- |
|          | 1     | Palazzo Stella d'Italia  | Il lato sinistro del palazzo dell'ex albergo Stella d'Italia, costruito nel 1890, dà inizio a strada Vinzaglio, nel punto in cui questa incrocia con strada Garibaldi e piazza Mensini. Dopo i lavori del 2018, su questo lato è visibile un bassorilievo che raffigura un esagramma che riproduce le mura di Grosseto con il grifone al centro e i nomi dei sindaci della città dal 1946. |
|          | 16-18 | Villino Brogi            | Ex villino in stile eclettico fatto realizzare intorno al 1930 da Pietro Brogi in seguito alla ristrutturazione di un preesistente magazzino. |
|          | 20-24 | Villino Magrassi         | Il villino fu realizzato nel 1927-1928 per volere dell'avvocato Giovanni Magrassi, che lo fece costruire come residenza con studio professionale. Ospita al piano terra attività commerciali, mentre i piani superiori sono utilizzati come uffici. |
|          | s.n.  | Ex palazzo del Tribunale | Il fianco sinistro dell'edificio ottocentesco che fu sede del tribunale affaccia su via Vinzaglio. Qui si trovava l'ex ingresso del palazzo di giustizia, prima della realizzazione della nuova facciata su piazza Baccarini nel 1892. L'edificio ospita dal 1975 il Museo archeologico e d'arte della Maremma.                                                                            |
|          | 27-29 | Convento delle Clarisse  | Il convento venne costruito a partire dal 1585 per accogliere le monache di Santa Chiara, e fu completato nel XVII secolo. Fu soppresso nel 1787 dal granduca Pietro Leopoldo. Dal 2019, dopo una serie di restauri, ospita il Museo collezione Gianfranco Luzzetti. Da via Vinzaglio, attraverso un arco, si accede al chiasso delle Monache.                                             |
|          | s.n.  | Chiesa dei Bigi          | Adiacente alla struttura del convento, nel punto in cui via Vinzaglio termina tra piazza Baccarini e piazza dell'Indipendenza, si trova la chiesa di Santa Chiara, detta dei Bigi dal colore degli abiti della Compagnia dei Santi Ludovico e Gherardo, che ne presero la gestione nel 1796, dopo la soppressione del convento.                                                            |

## Galleria d'immagini

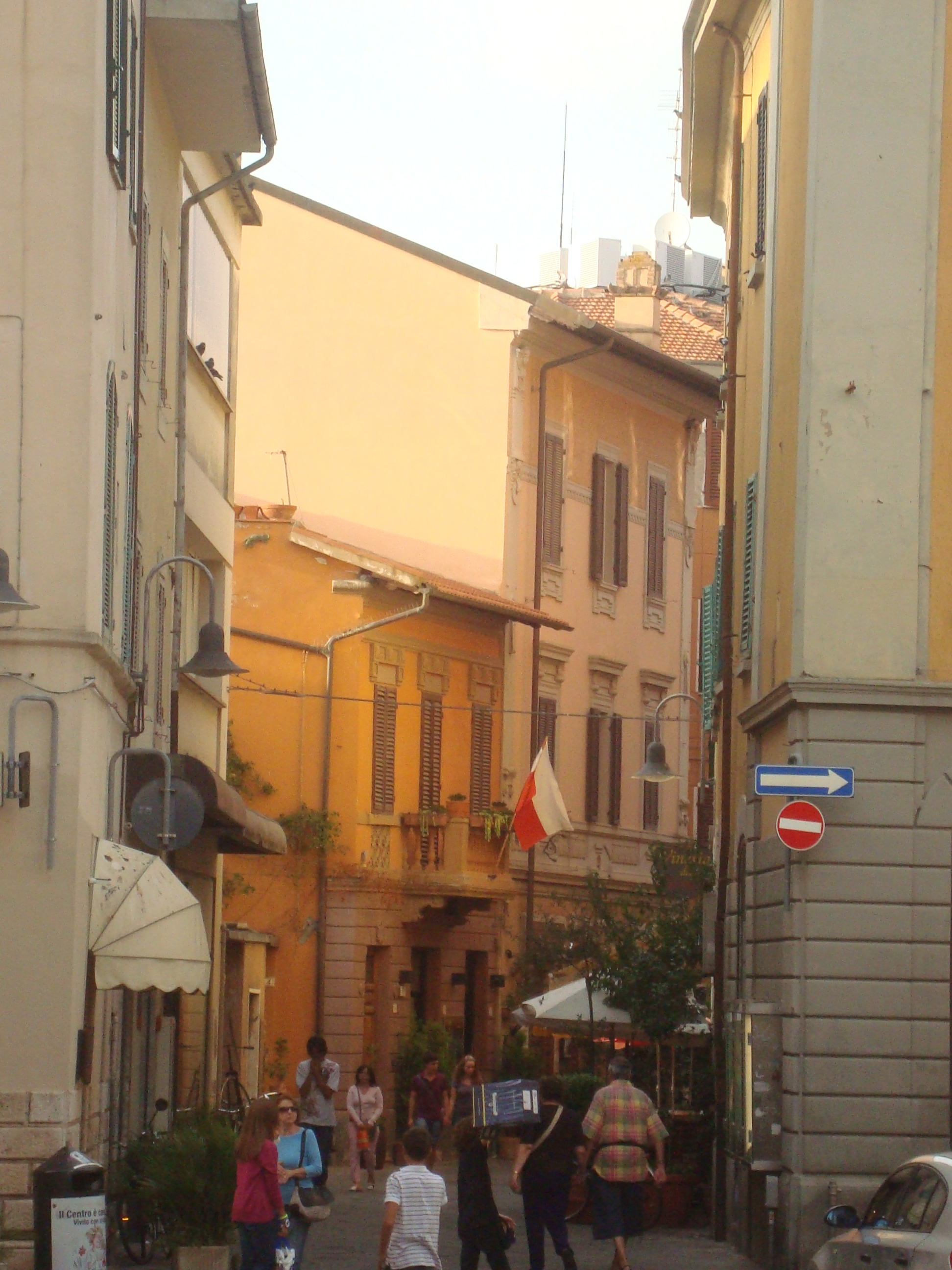
Strada Vinzaglio all'estremità sud, vista da piazza Mensini
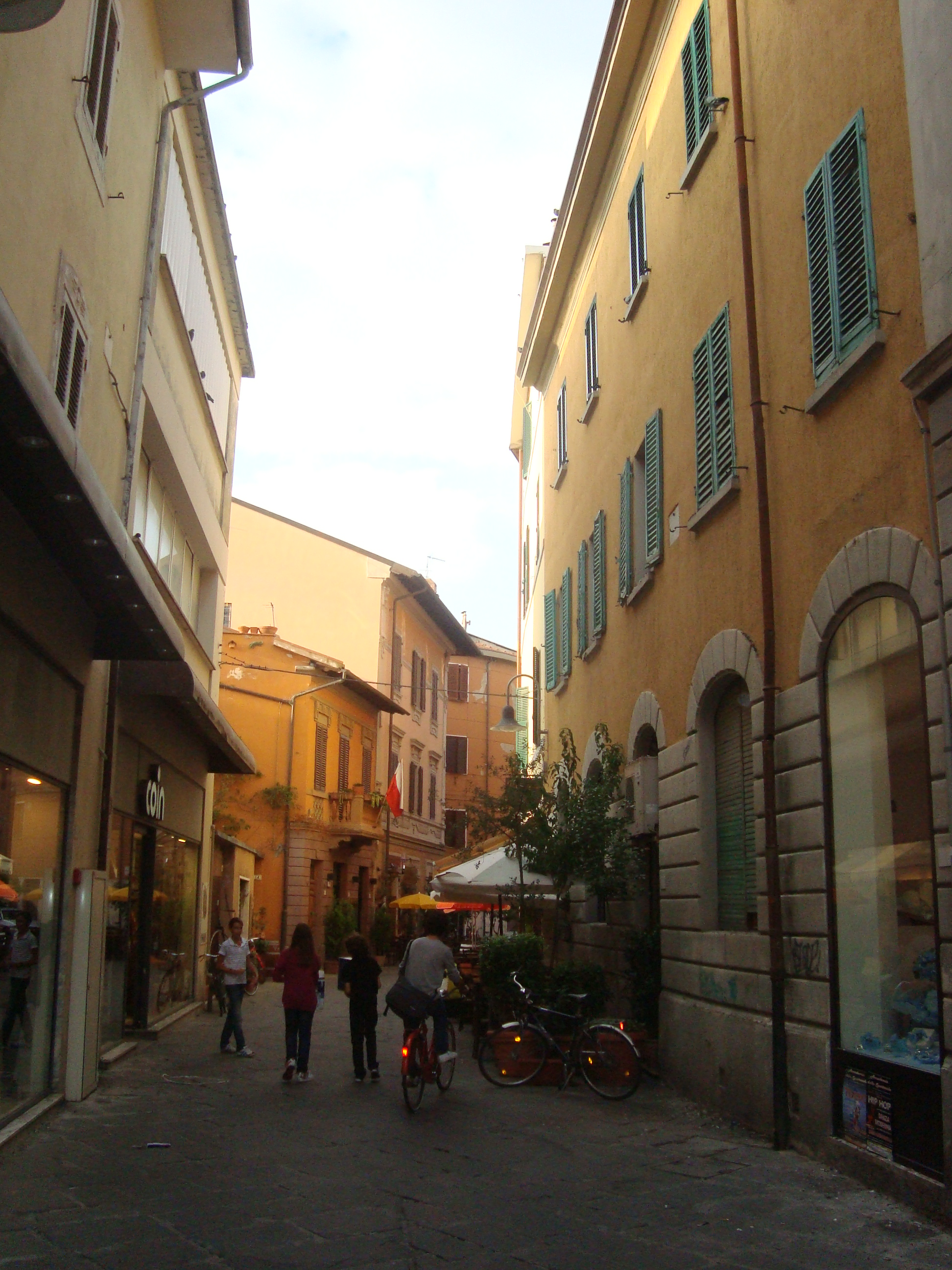
Strada Vinzaglio, tratto meridionale
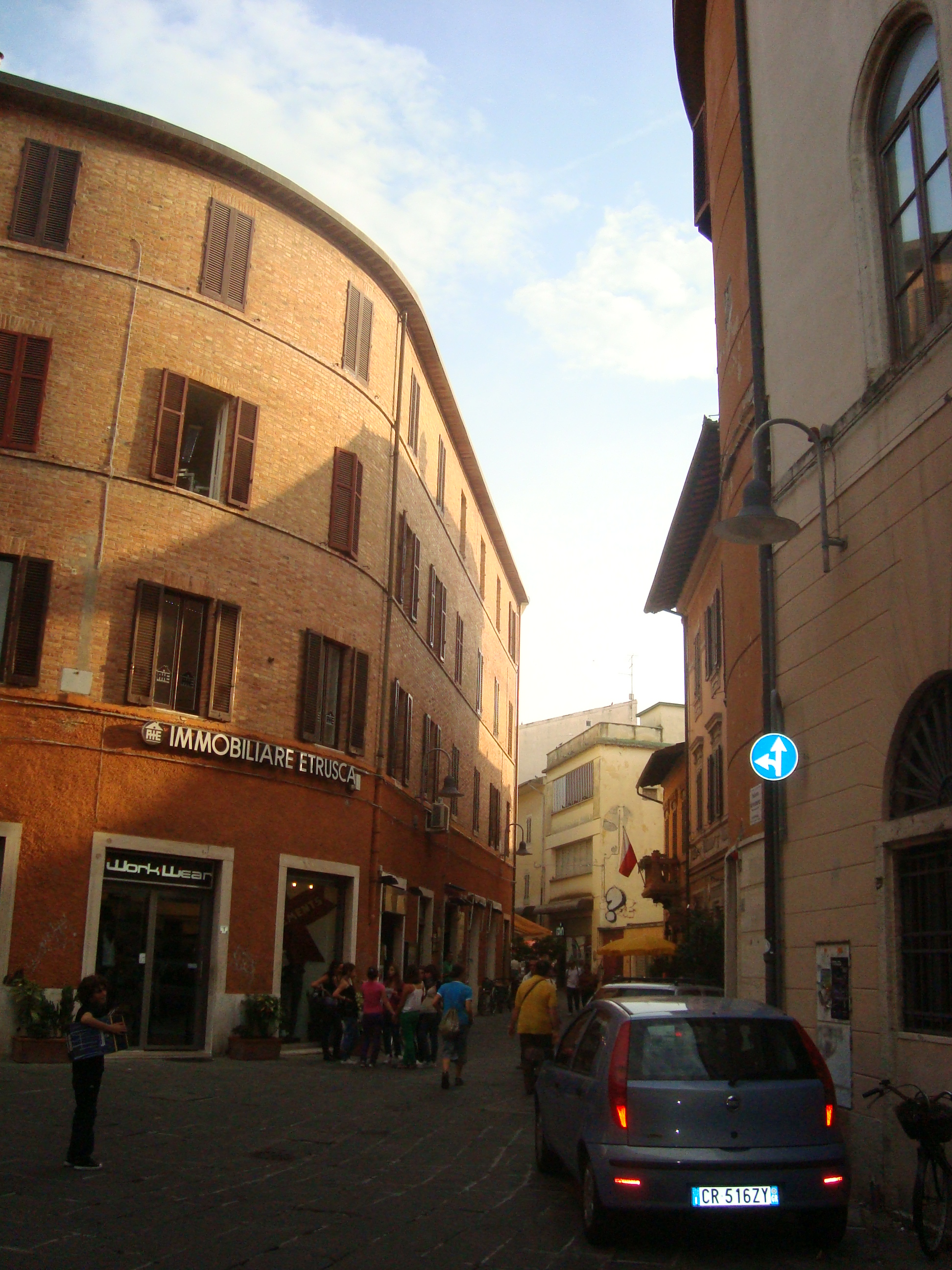
Strada Vinzaglio da nord, con vista di piazzetta Bruno Dominici